# Acontius lamottei
Acontius lamottei is een spinnensoort uit de familie Cyrtaucheniidae. De soort komt voor in Ivoorkust.